# بزرگراه آیت‌الله هاشمی رفسنجانی
بزرگراه آیت الله هاشمی رفسنجانی با نام پیشین بزرگراه نیایش و با شماره بزرگراهی بزرگراه ۲۲ تهران بزرگراهی در شمال شهر تهران است که به‌صورت شرقی ـ غربی امتداد دارد. این بزرگراه دارای طول تقریبیِ ۷ کیلومتر است. این بزرگراه در شرق از خیابان ولیعصر یا چهارراه اسفندیار آغاز می‌شود و در انتها به تقاطع بزرگراه اشرفی اصفهانی و بزرگراه آبشناسان ختم می‌شود.
این بزرگراه در مسیر خود با بزرگراه‌های چمران، یادگار امام و اشرفی اصفهانی تقاطع دارد. بزرگراه هاشمی رفسنجانی یکی از پرترافیک‌ترین بزرگراه‌های شهر تهران است.

## تونل نیایش
تونل نیایش که نقطه آغازین آن در انتهای این بزرگراه قرار دارد، پیوند دهندهٔ بزرگراه هاشمی رفسنجانی به بزرگراه صدر است و در اردیبهشت ماه ۱۳۹۲ خورشیدی کار ساخت آن به صورت کامل به پایان رسید و مورد بهره‌برداری قرار گرفت.
پس از ایجاد تونل نیایش و اتصال بزرگراه‌های صدر و هاشمی رفسنجانی به یکدیگر، تقاضای سفر در بزرگراه هاشداد غربی آن به‌شدت افزایش یافت. در نتیجه اعلام‌شد که هر طرحی که بتواند بخشی از ترافیک این معبر بزرگراهی را کاهش دهد، و به عنوان یک گزینه ترافیکی موازی مطرح شود، مؤثر و راهگشا خواهد بود.

## تقاطع‌ها
| از شرق به غرب    | از شرق به غرب                          | از شرق به غرب |
| ---------------- | -------------------------------------- | ------------- |
| چهارراه اسفندیار | خیابان ولیعصر خیابان اسفندیار          |               |
| دوربرگردان       |                                        |               |
|                  | بزرگراه کردستان                        |               |
| تونل نیایش       |                                        |               |
|                  | خیابان سئول                            |               |
|                  | بزرگراه چمران                          |               |
|                  | بلوار سعادت آباد                       |               |
|                  | بلوار قیصر امین‌پور                     |               |
|                  | بلوار پاک نژاد                         |               |
|                  | بلوار فرحزادی                          |               |
|                  | بزرگراه یادگار امام                    |               |
|                  | بزرگراه آبشناسان بزرگراه اشرفی اصفهانی |               |
| از غرب به شرق    |                                        |               |